# آلدو ایمی
آلدو ایمی (انگلیسی: Aldo Aimi; ۱۹ ژوئیهٔ ۱۹۰۶ – ۱ ژانویهٔ ۱۹۸۰) بازیکن فوتبال اهل ایتالیا بود.
از باشگاه‌هایی که در آن بازی کرده‌است می‌توان به باشگاه فوتبال مودنا و باشگاه فوتبال پارما اشاره کرد.